# 정재욱
정재욱(1975년 11월 5일 ~ )은 대한민국의 가수이다. 현재 소속사는 FAB엔터테인먼트대표이다.

## 대표작

### 음반
- 타임(Time)
- 가만히 눈을 감고
- 13월의 사랑
- 얼론(Alone)
- 잘가요
- 심플 스토리(Simple Story)
- 풀리시 세퍼레이션(Foolish Separation)
- 약속
- 유서
- 어리석은 이별
- 이럴거면 (SBS 당신이 잠든 사이에 ost)
- 애후(After Love) (불꽃처럼 나비처럼 ost)

## 가수 외 활동

### 예능 프로그램
- 2015년 MBC 미스터리 음악쇼 복면가왕 - 사랑의 배터리가 다 됐나봐요 <참가자>
- 2019년 MBC 미스터리 음악쇼 복면가왕 - 스앵님! 우리 애 꼭 월스트리트 가야해요! 월스트리트 <참가자>
- 2019년~2020년 SBS 《불타는 청춘》

1. ↑  유경상 (2019년 9월 18일). “‘불청’ 새친구 ‘잘가요’ 가수 정재욱 “예능 오랜만, 떨려””. 뉴스엔. 2019년 9월 18일에 확인함.